# Paweł Gniewosz z Wnorowa
Paweł Gniewosz z Wnorowa herbu Kościesza – sędzia grodzki sandomierski w 1605 roku.
15 czerwca 1606 roku uczestniczył w zjeździe pod Lublinem. 24 czerwca 1607 roku podpisał pod Jeziorną akt detronizacji Zygmunta III Wazy.